# The White Shadow
The White Shadow é um Filme do ano 1924. O filme, baseado no Romance de Michael Morton Children of Chance, é o mais antigo e, ao menos em parte conservado, em que Alfred Hitchcock colaborara. Ele ajudou aqui o Diretor Graham Cutts como Diretor-assistente, Roteirista, Cutter e Diretor de Arte.

## Sinopse
Tendo em vista que o filme fora reencontrado no ano de 2011, é conhecido muito pouco de seu roteiro. O filme narra a história de duas irmãs gêmeas, das quais uma é boa e a outra má.

## Redescoberta do filme
Assim como Woman to Woman o filme The White Shadow era considerado um filme perdido. Em Agosto de 2011, divulgara surpreendentemente o New Zealand Film Archive, que três Rollen do Filme foram encontrados em posse do Filmarchiv. Eles pertenciam a uma lista de filmes americanos até agora não-identificada Nitratfilm, que surgiram da coleção  do diretor neuseeländischen Jack Murtagh, falecido em 1989. Apesar de o filme inicialmente ser composto de seis rolos, de acordo com o National Society of Film Critics fora possível obter uma boa impressão da estrutura e do roteiro a partir das partes remanecentes.
Os rolos encontrados serão restaurados e conservados pelo Park Road Post Production na Nova Zelândia.
Os fragmentos do filme The White Shadow são considerados como as mais antigas gravações, em que Alfred Hitchcock colaborara.